# Quercus championii
Quercus championii és una espècie de roure que pertany a la família de les fagàcies i està dins del subgènere Cyclobalanopsis, del gènere Quercus.

## Descripció
Quercus championii és un arbre perennifoli que creix fins als 20 m. El tronc fa 1,2 m de diàmetre. L'escorça és grisa fosca, fissurada en plaques primes. Les branques estan solcades amb toments densament estrellats de color gris marronós. Les fulles fan 3,5-12 x 2-4,5 cm, ple cap a l'àpex branqueta; oboval a oblongoel·líptiques, marge, arrodonit amb un punt de síntesi, la base de l'àpex és cuneada; coriàcia rígid; brillantment verd glabra, supra; tomentós marró clar sota de pèls estrellats tot, de revolució, de vegades ondulada a prop de l'àpex, 6-10 parells de venes impressionats adaxialment i sota prominents, com el nervi central, pecíol de 0.8-1.5 cm, densament tomentoses marró ataronjat pàl·lid. Les flors floreixen de desembre a març. Les inflorescències femenines de 4 cm, de vellutades i de color marró, amb 3 estils curts. Les glans són globoses, aplanades, 1,5-2 cm de llarg x 1,5 cm de diàmetre, glabrescents. La cicatriu basal fa entre 4 a 5 mm d'ample, plana, que tanca 1/2 o 1/3 de la núcula. La tassa fa 0,9 cm de llarg x 1,5 cm de diàmetre, tomentosa, amb escales als anells concèntrics de 4-7, els marges remotament denticulats. Les glans maduren al cap d'1 any.

## Distribució
Creix en boscos perennifolis de fulla ampla, a les muntanyes entre els 100-1700 m., a la Xina (a les províncies de Fujian, Guangdong, Guangxi, Hainan i Yunnan) i a Taiwan.

## Taxonomia
Quercus championii va ser descrita per George Bentham i publicat a Hooker's Journal of Botany and Kew Garden Miscellany 6: 113. 1854.
Etimologia
Quercus: nom genèric del llatí que designava igualment al roure i a l'alzina.
championii: epítet atorgat en honor del botànic escocès John George Champion.